# 東尾平太郎

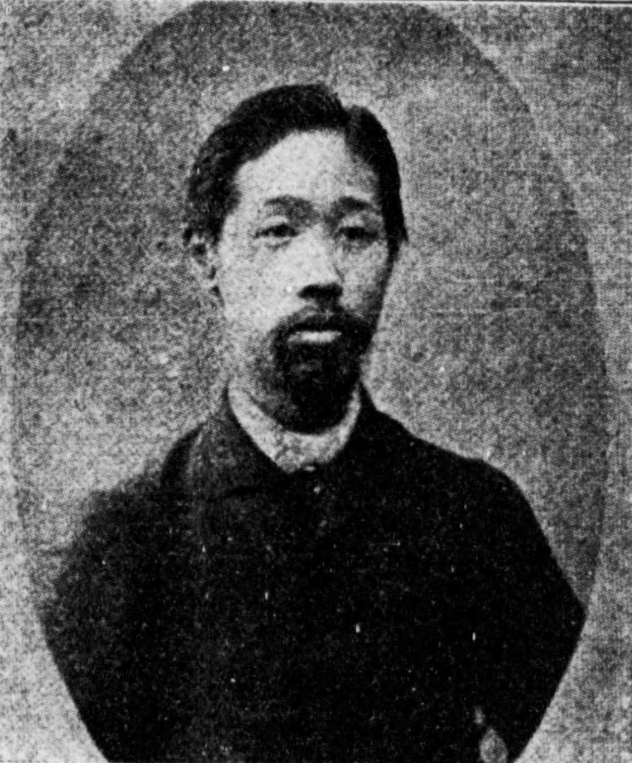
東尾平太郎

東尾 平太郎（ひがしお へいたろう、1851年10月1日（嘉永4年9月7日）- 1919年（大正8年）10月8日）は、明治時代の政治家、実業家。衆議院議員（7期）。

## 経歴
和泉伯太藩領志紀郡林村（大阪府志紀郡沢田村、南河内郡道明寺村、道明寺町、藤井寺道明寺町、美陵町を経て現藤井寺市）の豪農の家に生まれる。漢学を修める。1881年（明治14年）3月、大阪府会議員に当選。同常置委員、同郡部会委員を歴任する。ほか、大阪府農学校（のちの大阪獣医畜産専門学校、浪速大学を経て現大阪府立大学）長、大阪府農会会頭、パリ大博覧会評議員、高野鉄道社長などを務めた。
1890年（明治23年）7月の第1回衆議院議員総選挙では大阪府第7区から出馬し当選。以来、第2回から第4回までと、第7回から第9回総選挙まで当選し、衆議院議員を通算7期務めた。